# قلمرو هیرادو

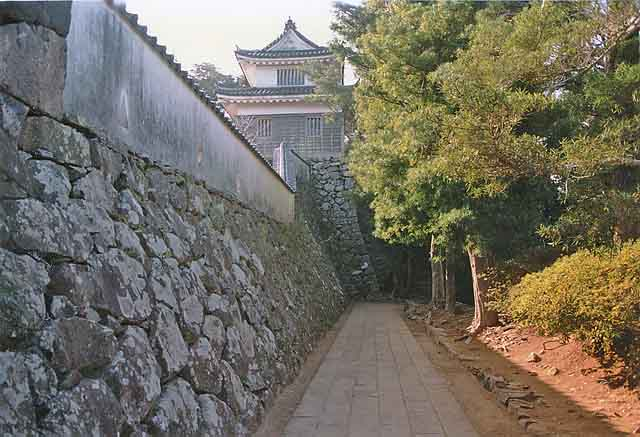
دیوار قلعه هیرادو

قلمروی هیرادو (به ژاپنی: 平戸藩 Hirado-han) یک هان (ژاپن) در دوره ادو است. این هان با ولایت هیزن در قبل از دوره ادو و استان ساگا امروزی مرتبط است.
قلعه هیرادو در سال ۱۵۹۹ بر روی رود کوچکی ساخته شد که به خلیج هیرادو مشرف بوده است. در زمان انزوای ملی و در دوره‌ای که کشور ژاپن توسط شوگون‌ها یا به عبارتی دیگر دیکتاتورهای نظامی اداره می‌شد، خاندان ماتسورا توانستند قلعه هیرادو و اطراف آن را اشغال نمایند. در این قلعه همچنان آثار زره و شمشیرهای اصل وجود دارد که برای بازدید عموم قرار داده شده است. همچنین قسمتی از این قلعه نیز به قبرستان بدل گشته که برخی از افراز سلطنتی در آن دفن شده‌اند.